# Маломечетный
Маломече́тный — хутор в Семикаракорском районе Ростовской области.
Входит в состав Большемечетновского сельского поселения.

## Население
| 2010 |
| ---- |
| 921  |

## Улицы
| - ул. Гагарина, - ул. Заречная, - ул. Конечная, - ул. Короткий, - ул. Красной Армии, - ул. Ленина, - ул. Мира, - ул. Молодёжная, | - ул. Октябрьская, - ул. Пионерская, - ул. Советская, - ул. Советской Армии, - ул. Степная, - ул. Широкая, - ул. Школьная, - ул. Южная, | - пер. 1-й, - пер. 2-й, - пер. 3-й, - пер. 4-й, - пер. 5-й, - пер. 6-й, - пер. Мирный. |